# Fayzabad (huyện), Badakhshan
Fayz Abad là một huyện thuộc tỉnh Badakhshan, Afghanistan. Dân số thời điểm năm 1999 là 194,335 người.